# 埃尔梅丁·德米罗维奇
埃尔梅丁·德米罗维奇（塞爾維亞-克羅埃西亞語發音：[ermědin děmiroʋitɕ]，1998年3月25日—）是一位波斯尼亚和黑塞哥维那足球运动员，于场上司职前锋，自2023-24赛季起效力于德甲俱乐部斯图加特，并代表波黑国家队参加国际比赛。

## 俱乐部生涯

### 青年时期
德米罗维奇出生于德国汉堡，自幼便在家乡的汉堡体育俱乐部青训营接受足球训练。他于16岁时被汉堡的17岁以下梯队（U17）相中，代表该队参加了17岁以下北部地区联赛，然后于2014年转投RB莱比锡青训营。在莱比锡17岁以下梯队，这位前锋在时任主教练及其继任者罗伯特·克劳斯的带领下，于U17德甲联赛的23场比赛中射入14个进球，并成为北部/东北赛区的冠军。但在随后的全国季后赛中，德米罗维奇的球队于半决赛不敌普鲁士多特蒙德青年队。与此同时，他也代表弗兰克·莱希特麾下的莱比锡19岁以下梯队在U19德甲联赛完成6次出场及射入3球，同样随队夺得了北部/东北赛区的冠军，仅在对阵霍芬海姆青年队的全国半决赛中失利。2015-16赛季，德米罗维奇成为U19梯队的主力，在23场联赛中射入9球。而在效力青年队的最后一年，即2016-17赛季，他又在拜尔洛尔策麾下出场25次、射入14球。2017年4月13日，德米罗维奇还代表RB莱比锡二队首次亮相德国第四级的东北地区联赛，并在对阵莫伊塞尔维茨的比赛中射入1球。

### 海外时期
部分原因是由于由于速度不足，德米罗维奇在青年时期结束后未能晋身RB莱比锡一线队，而俱乐部也在当时撤销了二队。因此，这位19岁的球员在2017-18赛季转投西班牙足球甲级联赛俱乐部阿拉维斯，并与球队签订了期至2021年6月30日届满的第一份职业合同。尽管德米罗维奇身处一线队大名单，但初期只能代表阿拉维斯B队作赛，并在第五级的皇家足协丙级联赛完成了4次出场并射入6球。直至2018年1月3日，他才在国王杯对阵福门特拉的比赛中首次代表球队登场，并梅开二度。三周后，德米罗维奇又在对阵巴塞罗那的比赛中完成西甲首秀，继而于5月6日战胜马拉加的比赛中射入首个联赛入球。
2017-18赛季，德米罗维奇被租借至法国足球乙级联赛俱乐部索肖。半年后，他在16场联赛中射入4球（均为首发），租借合同被终止。阿拉维斯随后又将他租借予西班牙足球乙级联赛俱乐部阿尔梅里亚。在那里，德米罗维奇也无法取得突破，出场13次（1次首发）但颗粒无收。2019年9月，巴斯克人第三次将他外租，送往瑞士足球超级联赛俱乐部圣加伦直至2019-20赛季结束。德米罗维奇在瑞士终于成长为一名主力球员和贡献成绩者，于28场比赛中射入14球，并送出5次助攻。

### 德甲时期
2020年7月，德米罗维奇离开阿拉维斯并返回德国，加盟德国足球甲级联赛俱乐部弗赖堡，费用未公开。9月13日，他在德国足协杯对阵瓦德霍夫曼海姆的比赛中首次代表球队登场。两周后，他又在对阵沃尔夫斯堡的比赛中完成德甲首秀，进而于12月20日在击败柏林赫塔的比赛中射入首球。在主教练的带领下，这位前锋于2020-21赛季德甲共出场30次（19次首发），并射入5球。至2021-22赛季，德米罗维奇在德甲出场31次，但首发仅9次，入球数也较低，为2球。在德国足协杯赛场上，波斯尼亚人跟随弗赖堡一路闯入决赛，并于最后阶段替补登场，却在点球大战阶段继之后射失了最后一粒决定性点球，无缘冠军。
2022-23赛季，时年24岁的德米罗维奇转投联赛对手奥格斯堡，并与球队签约至2026年6月30日。作为回报，则加入弗赖堡。2022年7月31日，他在对阵蓝白洛讷的德国足协杯比赛中首次代表新东家正式亮相。8月20日，他又在对阵美因茨05的联赛中射入加盟奥格斯堡后的首球。在这个赛季，德米罗维奇共为巴伐利亚球队出场30次，并射入8球。
2023年8月，德米罗维奇获时任奥格斯堡主教练的恩里科·马森任命为队长。

## 国家队生涯
德米罗维奇曾入选波斯尼亚和黑塞哥维那的各级青年队，其中曾代表U17组别出战14场、代表U19组别出战16场。2017年9月1日，在泽尼察以1比3不敌罗马尼亚的欧洲U-21足球锦标赛预选赛中，他首次代表21岁以下国家足球队出场。
2018年11月，为备战对阵奥地利的欧洲国家联赛和对阵西班牙的友谊赛，德米罗维奇首次获得成年组国家队的征召，但直到2021年3月24日，他才在2022年世界杯预选赛对阵芬兰的比赛完成首秀，于第82分钟替换戈伊科·齐米罗特登场。2022年9月23日，德米罗维奇又在2022-23赛季欧洲国家联赛对阵黑山的比赛中射入代表波黑国家队的首球。

### 国家队入球
| #. | 日期          | 场地                           | 上阵 | 对手       | 入球 | 比分 | 赛事                    |
| -- | ------------- | ------------------------------ | ---- | ---------- | ---- | ---- | ----------------------- |
| 1  | 2022年9月23日 | 波黑泽尼察，比利诺坡立谷体育场 | 14   | 蒙特內哥羅 | 1–0  | 1–0  | 2022-23赛季欧洲国家联赛 |

## 榮譽
斯圖加特
- 德國足協盃冠軍：2024–25